# 大暗斑

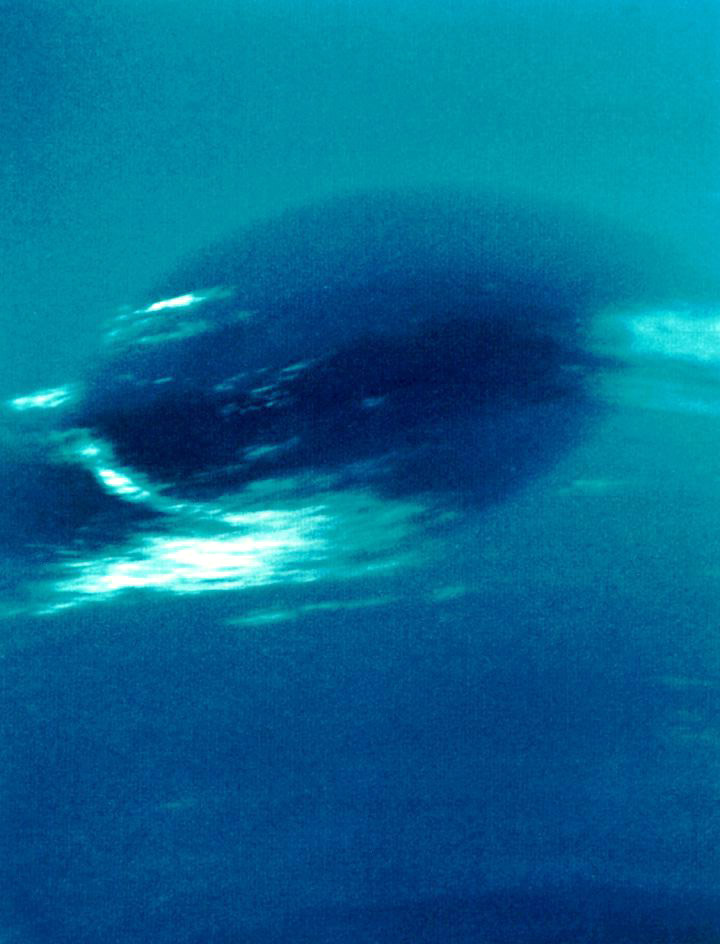
航海家2號所見的大暗斑。

大暗斑（GDS-89）是出現在海王星上的暗斑。它在1989年被NASA的航海家2號太空船檢測到，它與木星的大紅斑一樣，是個反氣旋風暴，它被相信是個相對來說沒有雲彩的區域。

## 特性
這個斑點的大小與地球近似，並且非常像木星上的大紅斑。起初認為它是與大紅斑一樣的風暴，但更接近的觀察顯示它是黑暗的，並且是向海王星內部凹陷的橢圓形。圍繞在大暗斑周圍的風速經測量高達每小时2,100公里（1,300英里），是太陽系中最快的風。大暗斑被認為是海王星被甲烷覆蓋時產生的一個洞孔，類似於地球上的臭氧洞。在海王星的許多照片上，大暗斑看起來有著不同的大小和形狀。
大暗斑引起的白色雲彩與在地球的高空中發現的捲雲有著相似的高度。但與由冰晶構成的捲雲不同的是，海王星上的捲雲是由冰凍的甲烷結晶構成的。並且，捲雲通常在形成幾個小時之後就會融化，但是大暗斑經歷了36個小時，或說是環繞了行星2圈之後依然存在著。

## 消失
當1994年哈伯太空望遠鏡再度拍攝海王星的斑點時，大暗斑已經完全消失不見了，使得天文學家不得不認為它不是被遮蓋了就是消失了。然而，另一個幾乎相同的斑點湧現在海王星的北半球，這個新的斑點被稱為北大暗斑（NGDS），被持續觀測了數年之久。

## 外部連結
- http://www.solarviews.com/eng/neptune.htm（页面存档备份，存于）
- https://web.archive.org/web/20090207005835/http://www.windows.ucar.edu/tour/link=/neptune/atmosphere/N_clouds_GDS.html
- http://apod.nasa.gov/apod/ap960508.html（页面存档备份，存于）
- http://intranet.dalton.org/departments/science/Astro/planets/Neptune/the%20dark%20spot.htm（页面存档备份，存于）
- https://web.archive.org/web/20090209051724/http://www.arcadiastreet.com/cgvistas/neptune_006.htm
- http://adsabs.harvard.edu/abs/2000hst..prop.5096S （页面存档备份，存于）